# بيلي بينيت (لاعب كرة قدم)
بيلي بينيت (بالإنجليزية: Billy Bennett)‏ (1 أبريل 1872 في المملكة المتحدة - ) هو لاعب كرة قدم بريطاني (وحمل سابقاً جنسية المملكة المتحدة لبريطانيا العظمى وأيرلندا) في مركز الهجوم. لعب مع برمنغهام سيتي ونادي كرو ألكساندرا وستافورد رينجرز.